# ترکیب انرژی

ترکیب انرژی در جهان، ۱۹۶۵ تا ۲۰۲۰

ترکیب انرژی مجموعه‌ای از منابع اولیه مختلف انرژی است که از آن‌ها انرژی ثانویه - مانند برق - برای استفاده مستقیم تولید می‌شود. ترکیب انرژی به تمام مصارف مستقیم انرژی در مواردی مانند حمل و نقل و مسکن اطلاق می‌شود و نباید آن را با ترکیب تولید برق که تنها به تولید برق اشاره دارد، اشتباه گرفت.

## ترکیب انرژی جهانی
در سال ۲۰۰۷، مصرف جهانی انرژی اولیه، معادل ۱۲٫۵ میلیون تن (۱۲٬۳۰۰٬۰۰۰ تن بزرگ؛ ۱۳٬۸۰۰٬۰۰۰ تن کوچک) نفت یا ۱۴۵٬۳۷۵ گیگاوات-ساعت (۵۲۳٬۳۵۰ تراژول) بوده است. طبق گزارش آژانس بین‌المللی انرژی (IEA)، ۱۳٫۶ درصد از انرژی اولیه جهان در اتحادیه اروپا استفاده می‌شود. در اتحادیه اروپا، ترکیب انرژی شامل ۷۵٫۹ درصد از سوخت‌های فسیلی، ۱۴٫۱ درصد از انرژی هسته‌ای، ۷ درصد از سوخت‌های زیستی و ۲٫۹ درصد از منابع انرژی‌های تجدیدپذیر بوده است.
در سال ۲۰۱۵، مصرف کلی انرژی اولیه در ایالات متحده بیشتر به نفت برابر ۳۵ بیلیارد یکای گرمایی بریتانیایی (۳٫۷×۱۰۱۶ کیلوژول)، گاز طبیعی برابر ۲۹ بیلیارد یکای گرمایی بریتانیایی (۳٫۱×۱۰۱۶ کیلوژول)، زغال سنگ برابر ۱۶ بیلیارد یکای گرمایی بریتانیایی (۱٫۷×۱۰۱۶ کیلوژول)، انرژی‌های تجدیدپذیر برابر ۹ بیلیارد یکای گرمایی بریتانیایی (۹٫۵×۱۰۱۵ کیلوژول) و انرژی هسته‌ای برابر ۸ بیلیارد یکای گرمایی بریتانیایی (۸٫۴×۱۰۱۵ کیلوژول) متکی بوده است. در همان سال، در ایالات متحده حدود ۴ میلیون گیگاوات ساعت برق تولید شد که ۶۷ درصد آن از سوخت‌های فسیلی (زغال سنگ، گاز طبیعی و کمتر از ۱ درصد نفت)، ۲۰ درصد آن از انرژی هسته‌ای، ۶ درصد از انرژی آبی و ۷ درصد دیگر انرژی‌های تجدیدپذیر است.
در سال ۲۰۱۸، منبع انرژی اولیه در سطح جهان حدود ۸۰٪ از سوخت‌های فسیلی بود که ۳۳٫۶٪ از نفت، ۲۷٫۲٪ از زغال سنگ، ۲۳٫۹٪ از گاز طبیعی نشات گرفته‌اند. در این سال مابقی منابع انرژی اولیه شامل ۶٫۸٪ آبی، ۴٫۴٪ هسته‌ای، و ۴٪ دیگر انرژی‌های تجدید پذیر، مانند باد، حرارت، انرژی‌های زیستی، خورشیدی و زباله‌ها بوده است. در این سال مصرف انرژی در سراسر جهان ۲٫۹ درصد افزایش یافت که بزرگ‌ترین افزایش از سال ۲۰۱۰ است.
اروپا از نفت کمتری نسبت به سایر نقاط جهان و بیشتر از منابع هسته‌ای و تجدیدپذیر استفاده کرد. در حالی که فرانسه از گاز کمتر و بیشتر هسته‌ای استفاده می‌کرد.
آمریکای شمالی بیشترین مصرف را به ازای هر شهروند داشته است، روسیه در رتبه دوم و اروپا و خاورمیانه پس از آن قرار دارند. در حالی که آمریکای شمالی از ۲۴۰ گیگاژول سرانه استفاده می‌کرد، آفریقا فقط ۱۵ گیگا ژول سرانه استفاده می‌کرد. 

## پایداری
با افزایش مصرف انرژی، توجه به شیوه‌های پایدارتر از نظر زیست‌محیطی معطوف شده است. سال ۲۰۱۸ شاهد بیشترین افزایش مصرف انرژی از سال ۲۰۱۰ در سراسر جهان بود که ۲۷٫۲ درصد از این انرژی، از زغال سنگ تأمین می‌شد. هنگام سوزاندن زغال سنگ برای تولید انرژی، دی‌اکسید کربن آزاد شده، ۴۴ درصد از کل انتشار کربن در جهان را تشکیل می‌دهد. نفت نیز حدود ۱/۳ از انتشار کربن در جهان را تشکیل می‌دهد. این عوامل در افزایش دمای جهانی نقش دارند.
بسیاری از کشورها مانند پاکستان و مالزی شروع به توسعه گزینه‌هایی برای جاری سازی شیوه‌های انرژی پایدارتر کرده‌اند. برخی از این گزینه‌ها شامل باد، برای پروژه‌های کوچک تا متوسط، نیروی خورشیدی و زیست توده است که شامل انرژی تولید شده از مواد زائد مانند پوسته برنج، فضولات حیوانی و بقایای محصولات کشاورزی است.
آژانس بین‌المللی انرژی، طرحی به نام سناریوی توسعه پایدار (SDS) تهیه کرده است که با استفاده از تغییرات در بخش‌های انرژی مسکونی و حمل و نقل، منجر به کاهش ۸۰۰ میلیون تن نفت معادل در مصرف انرژی جهانی می‌شود. به دنبال این سناریو، مصرف سوخت‌های فسیلی به‌طور قابل توجهی کاهش می‌یابد، اما نیاز به افزایش چشمگیر استفاده از منابع تجدیدپذیر، به ویژه در آسیا دارد.